# Diecéze Attalea v Lýdii
Diecéze Attalea v Lýdii je titulární diecéze římskokatolické církve.

## Historie
Attalea v Lýdii, identifikovatelná s Yarantepe v dnešním Turecku, je starobylé biskupské sídlo, nacházející se v římské provincii Lýdie. Byla součástí Konstainopolského patriarchátu a sufragánnou arcidiecéze Sardy.
Lequien uvádí tři biskupy, kteří se objevují i u Diecéze Attalea v Pamfýlii: Theodorus (Efezský koncil, 431), Ioannes (Koncil v Konstatinopoli, 518), Simeon (Čtvrtý konstantinopolský koncil, 879). Jsou známý také Symmachus, který se zúčastnil Druhého efezského koncilu roku 449; Dionisius, zúčastněný roku 451 Chalkedonského koncilu a roku 458 po smrti Proteria Alexandrijského, se podepsal na dopis biskupů v Lýdii císaři Leonu I.; Iosephus se roku 787 zúčastnil Druhého nikajského koncilu.
Dnes je využívána jako titulární biskupské sídlo; v současnosti je bez titulárního biskupa.

## Seznam biskupů
- Symmachus (zmíněn roku 449)
- Dionisius (před rokem 451 – po roce 458)
- Ioannes ? (zmíněn roku 518)
- Iosephus (zmíněn roku 787)
- Simeon ? (zmíněn roku 879)

## Seznam titulárních biskupů
Biskupové Attalea v Lýdii, jsou někdy zaměněny s biskupy Attalea v Pamfýlii, protože neexistují moc dobré zdroje.
- 1730 – ? Carlo Maria Giuseppe Fornari